# Siwalik-Berge

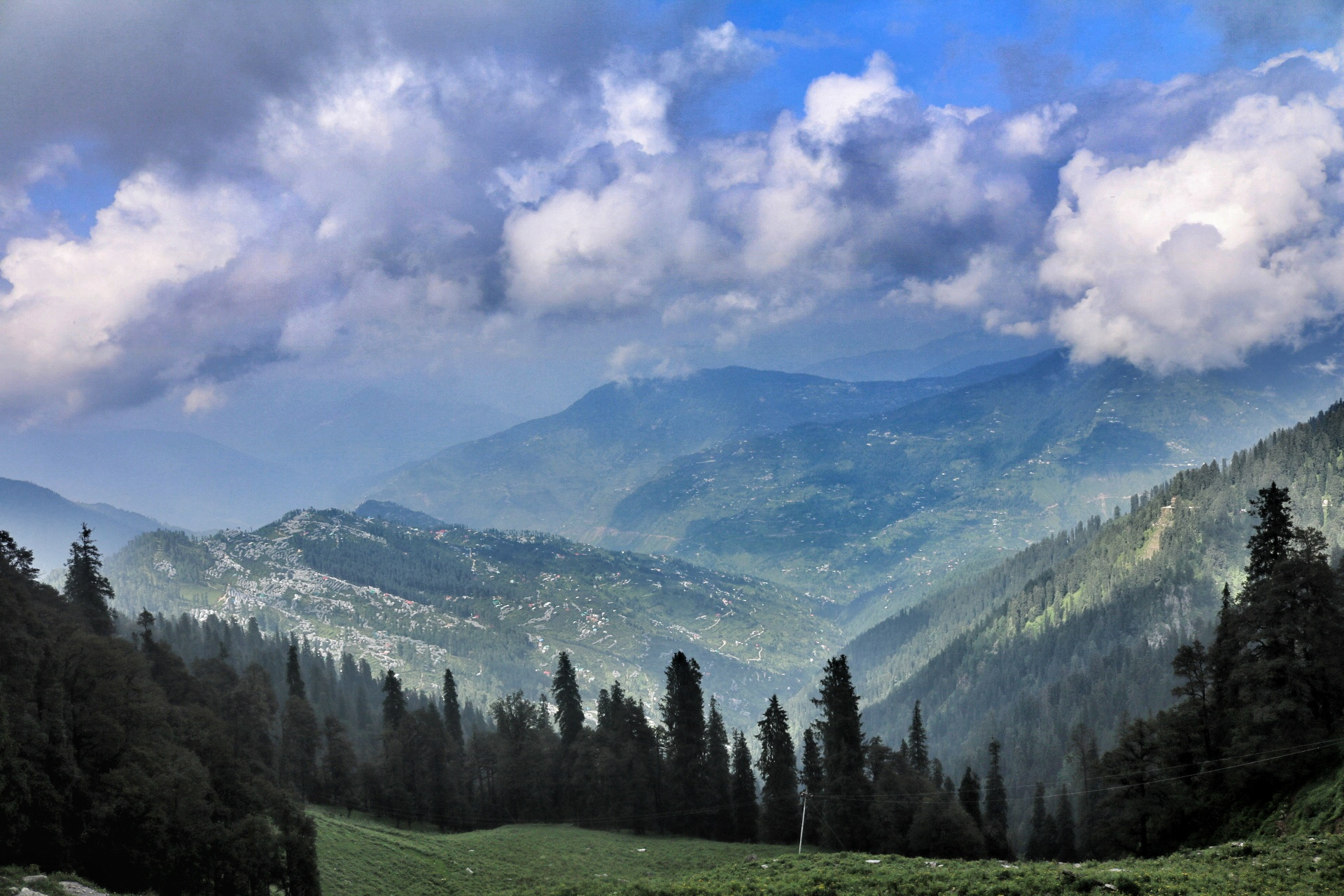
Siwalik-Berge

Die Siwalik-Berge (englisch Shivalik Hills oder Shivalik Range) sind zumeist ca. 1500 m bis 2000 m hoch und maximal etwa 60 km breit. Sie bilden die südlichste Vorgebirgskette des Himalaya. Höchster Berg ist der 3647 m hohe Churdhar Peak.

## Lage
Die Siwalik-Berge erstrecken sich von Sikkim und dem nördlichen Westbengalen über den Süden von Nepal durch Kaschmir und andere indische Bundesstaaten bis hin nach Pakistan. Bei Paonta Sahib und bei der Pilgerstadt Rishikesh durchbrechen die Yamuna und der Ganges das Gebirge.

## Orte
Die Siwalik-Berge sind nur dünn besiedelt; wichtigste Orte sind Paonta Sahib, Rishikesh und Kalimpong.

## Entstehung
Die Siwaliks sind die jüngste geologische Einheit des Himalayas. Geologisch entsprechen die Siwaliks den Flysch-Regionen der Alpen. Ständige Erosion formte Sedimentablagerungen am Fuße des Gebirgsmassives. Durch die tektonische Faltung haben sich diese Sedimente nach und nach aufgerichtet zu den heutigen Siwalik-Hügeln. Sie sind für ihre tertiäre Säuger-Fauna bekannt.

## Geschichte
Das etwa 70 km lange Sohan-Tal (auch Soan- oder Soon-Tal) im Norden Pakistans gilt – zusammen mit östlich angrenzenden Gebieten der Siwalik-Kette – als die älteste Kulturregion des indischen Subkontinents. Während der britischen Kolonialzeit galten die hier lebenden Awan als „kriegerische Rasse“ (martial race).